# ISpeed
iSpeed – szybka stalowa kolejka górska zbudowana w parku rozrywki Mirabilandia we Włoszech.
Oddana do użytku 20 maja 2009, razem z kolejką górską Katun jest jedną z największych atrakcji w parku. W przeciwieństwie do typowych kolejek, pociąg nie jest wciągany na pierwsze wzniesienie za pomocą łańcucha, lecz rozpędzany jest na torze startowym za pomocą silnika liniowego do prędkości 100 km/h w 2,2 s, po czym pokonuje pionowe wzniesienie ("top hat") o wysokości 55 metrów i dwie inwersje. Ze względu na różnicę wysokości maksymalna prędkość jest nieco większa i wynosi 120 km/h.